# NGC 2073
NGC 2073 (również PGC 17772) – galaktyka eliptyczna (E-S0), znajdująca się w gwiazdozbiorze Zająca. Odkrył ją William Herschel 20 listopada 1784 roku.